# Caprella kominatoensis
Caprella kominatoensis is een vlokreeftensoort uit de familie van de Caprellidae. De wetenschappelijke naam van de soort is voor het eerst geldig gepubliceerd in 1986 door Takeuchi.